# Eva Kristínová
Eva Kristínová (Trencsén, 1928. augusztus 5. – Pozsony, 2020. június 14.) szlovák színésznő.

## Filmjei
Mozifilmek
- Na pochode sa vždy nespieva (1961)
- Zlozor (1971)
- Cesta ženy (1974)
- Penelopa (1978)
- Fénix (1982)
- Hody (1987)

Tv-filmek
- Sám vojak v poli (1964)
- Kubo (1965)
- Prvý boj (1970)
- Rysavá jalovica (1970)
- Cid (1973)
- Túžba sobotňajšieho večera (1974)
- Rozhodnutie (1976)
- Mario és a varázsló (Mário a kúzelník) (1976)
- Skrat (1977)
- Magduška  (1978)
- Bičianka z doliny (1981)
- Bola som z olova (1984)
- Tiene v raji (1986)
- Bez problémov... (1988)
- V našom meste býva Gulliver (1989)
- Puto najsilnejšie  (1990)

Tv-sorozatok
- Nech žije deduško (1978, öt epizódban)
- Život bez konca (1982, egy epizódban)